# عداية
عداية هي قرية صغيرة تقع في منطقة الجزيرة قرب تلعفر، يسكنها بيوت من المعامرة.
ظهر اسم البلدة في إحصاء 1957 م وكان عدد سكنها في تلك العام 313 نسمة.
من القرى القريبة من عداية قرية «أبو ماريا» وقرية «دبونه».